# Felix Eugen Fritsch
Felix Eugen Fritsch (* 26. April 1879 in Hampstead, London; † 2. Mai 1954) war ein britischer Botaniker, bekannt als Experte für Algen. Sein offizielles botanisches Autorenkürzel lautet „F.E.Fritsch“.

## Leben
Fritschs Vater hatte eine Privatschule in Hampstead. Er war Assistent bei Ludwig Radlkofer in München, bei dem er promovierte, und war danach am University College London und dem Royal Botanic Garden in Kew. Ab 1911 lehrte er Botanik (und war Gründer der Botanischen Fakultät) am Queen Mary College der University of London, mit einer vollen Professur ab 1924. Im Jahr 1948 wurde er emeritiert.
Er war Fellow der Royal Society (1932) und erhielt 1950 die Darwin Medal. 1949 bis 1952 war er Präsident der Linnean Society of London und 1954 erhielt er die Linnean Medal.
Er begann 1912 die nach ihm benannte Fritsch-Sammlung von Illustrationen von Süßwasseralgen. Bei seinem Tod hatte sie einen Umfang von 20.000 Illustrationen von Algenarten, heute umfasst sie Millionen und ist auf Mikrofilm zugänglich.
1929 war er der Initiator der Gründung der ersten Süßwasser-Forschungsstation Großbritanniens im Lake District (Freshwater Biological Association, FBA). Er war bis zu seinem Tod im Rat der FBA. Er sorgte auch dafür, dass E. G. Pringsheims Sammlung von Kulturen von Algen und Protozoen in Cambridge eine Heimat fand (Pringsheim floh 1938 vor den Nationalsozialisten aus Prag nach England). Sie kam an das NERC (National Environmental Research Council) und ist heute im Dunstaffnage Marine Laboratory in Oban.
Fritsch war ein guter Sänger, mit Vorliebe für deutsches Lied-Repertoire, und veranstaltete regelmäßig mit seiner Frau Kammermusikabende. Zwei seiner Großeltern waren Opernsänger.

## Schriften
- The Structure and Reproduction of the Algae, 2 Bände, Cambridge University Press 1945
- mit George Stephen West: A Treatise of the British Freshwater Algae, Cambridge University Press 1927 (Neubearbeitung der Monographie von George Stephen West für die Ray Society)